# Автошлях Т 2540
Автошля́х Т 2540 — автомобільний шлях територіального значення у Чернігівській та Київській областях. Пролягає територією Прилуцького, Згурівського та Яготинського районів через Прилуки — Сергіївку — Горбачівку — Яготин. Загальна довжина — 61,1 км.

## Маршрут
Автошлях проходить через такі населені пункти:
| Автошлях Т 2540      |        |
| Чернігівська область |        |
| Прилуцький район     |        |
| Прилуки              | Р67    |
| Ковтунівка           |        |
| Дубовий Гай          |        |
| Яблунівка            |        |
| Сергіївка            |        |
| Київська область     |        |
| Згурівський район    |        |
| Горбачівка           |        |
| Пайки                |        |
| Стара Оржиця         |        |
| Лизогубова Слобода   |        |
| Яготинський район    |        |
| Сотниківка           |        |
| Яготин               | Т 2541 |